# 红河哈尼族彝族自治州第一中学
23°22′40″N 103°19′57″E / 23.37778°N 103.33249°E
红河哈尼族彝族自治州第一中学（英語：No.1 High School of Honghe Hani and Yi Autonomous Prefecture），简称红河州第一中学或红河州一中，在红河州通称州一中，位于云南省红河州蒙自市与个旧市交界处，是云南省一级二等普通高级中学，亦是红河州第一所州级直属高中，于2016年8月27日正式建成招生。
学校现有在校生3,600人，教学班72个，教职工333人，其中正高级教师8人，高级教师76人，一级教师87人，硕士研究生学历者53人，获州级学科带头人、州级骨干教师等州级以上表彰者50余人。

## 高考成绩
红河州一中高考成绩位居云南省前列，自首届高考以来，每年高考有4-6人成绩被屏蔽（进入全省前50名），累计600分以上学生达2433人。截至2024年，学校有30余人被清华大学、北京大学录取，4800余人进入全国重点大学。一本上线率逐年攀升，至2023年已达96.45%，位居全省第一。
2019年，红河州一中以优异成绩实现首届高考开门红，该校首届毕业生近半数高考成绩超600分，夺得云南省理科高考总分及实考分双状元。2025年，云南省物理类实考总分状元、榜眼花落该校。